# Cantone di Petit-Bourg
Il cantone di Petit-Bourg è una divisione amministrativa dell'arrondissement di Basse-Terre, nel dipartimento d'oltremare della Guadalupa.
A seguito della riforma approvata con decreto del 24 febbraio 2014, che ha avuto attuazione dopo le elezioni dipartimentali del 2015, è stato ridefinito.

## Composizione
Fino al 2014 comprendeva parte del comune di Petit-Bourg.
Dal 2015 comprende parte del comune di Petit-Bourg e il comune di Goyave.